# 紫果云杉
紫果云杉（学名：Picea purpurea）又称紫果杉，为松科云杉属的植物。其种加词“purpurea”意为“紫色的”，指的是果实呈紫色。

## 形态
常绿乔木，高可达50米。小枝密生短柔毛；近似扁平的线形叶子，腹面有白粉，有气孔线，背面光绿色，无气孔或有不完整的气孔线，先端微尖，长0.7－1.2厘米；圆柱形紫黑色球果，长3－6厘米，斜方状卵形种鳞，边缘有缺齿。

## 分布
中国的特有植物，分布于中国大陆的四川、甘肃、青海等地，生长于海拔2,600米至3,800米的地区，多生在滩地、阴坡、河边以及阴山谷，目前尚未由人工引种栽培。